# گوربرده‌های دودمان تانگ

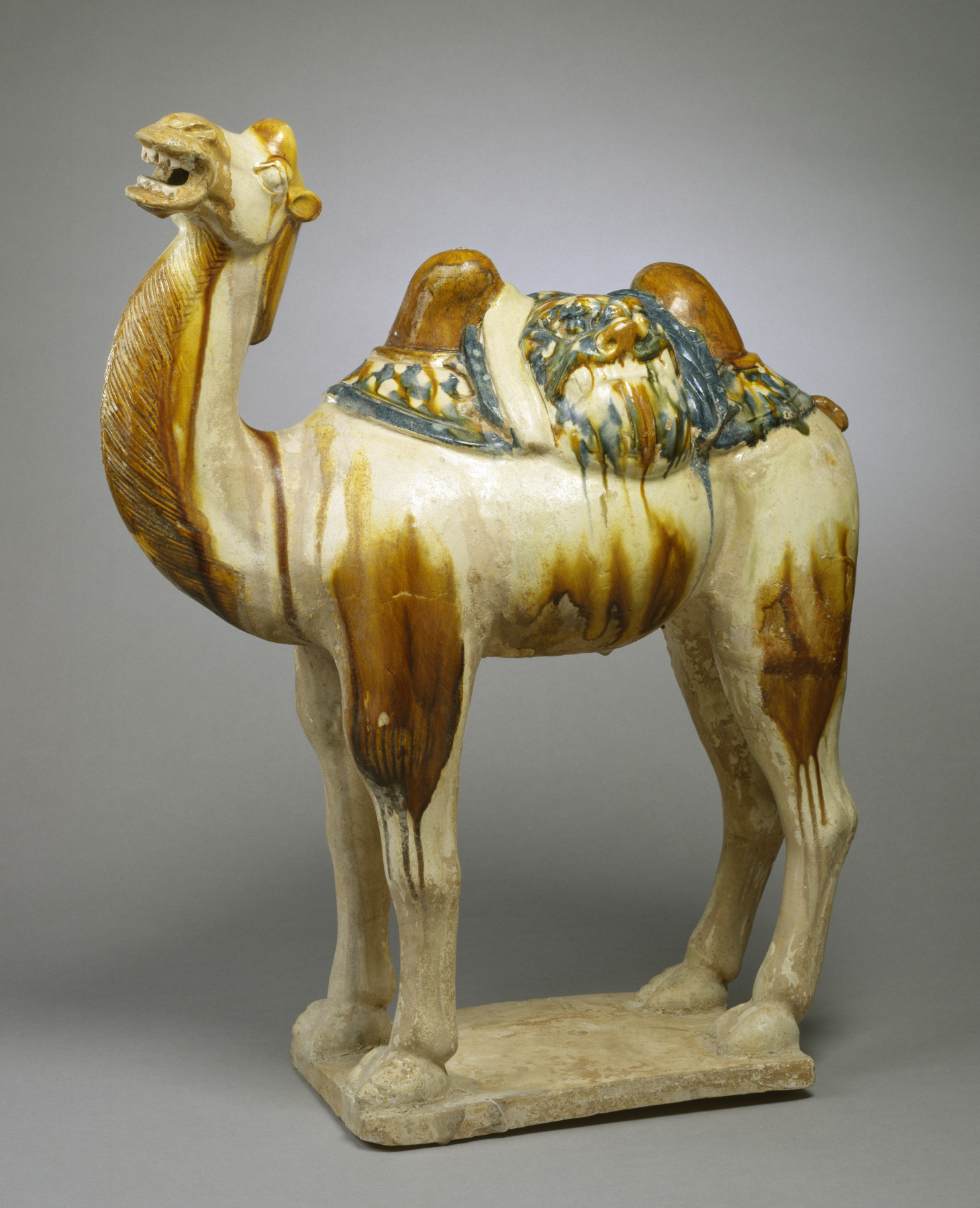
یک شتر دوکوهانه از سرامیک چینی متعلق به گوربُرده‌های دورهٔ دودمان تانگ.

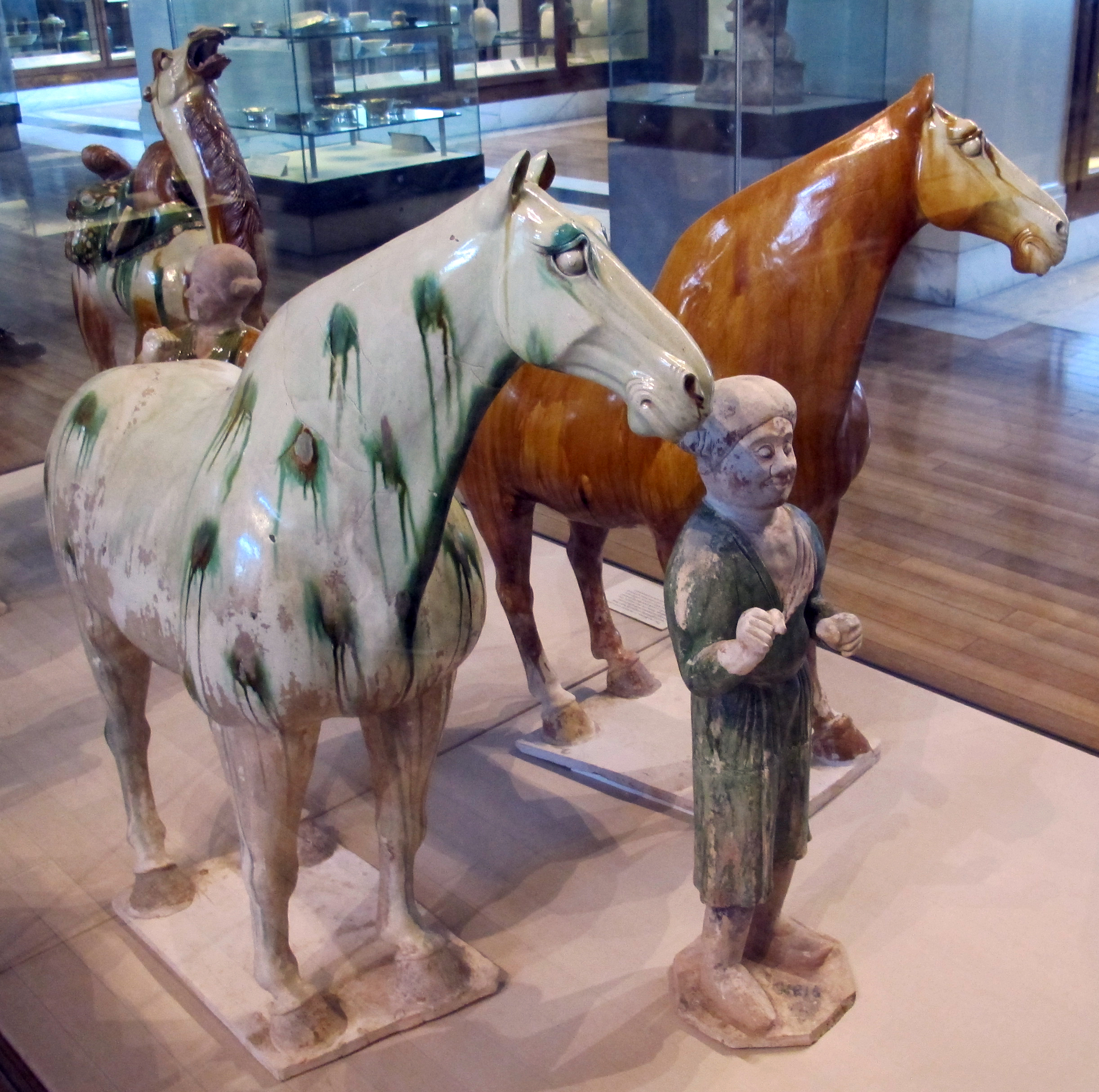
دو اسب و یک انسان از سرامیک چینی متعلق به گوربُرده‌های دورهٔ دودمان تانگ.

گوربُرده‌های دودمان تانگ یا قَبربُرده‌های دودمان تانگ، اشیاء سُفالین و چینی‌آلات سرامیکی از جانوران و آدم‌ها بودند که در دوران سلطنت دودمان تانگ بر چین، به عنوان اثاثیهٔ فرد درگذشته، به همراه وی دفن می‌شدند.

## نگارخانه

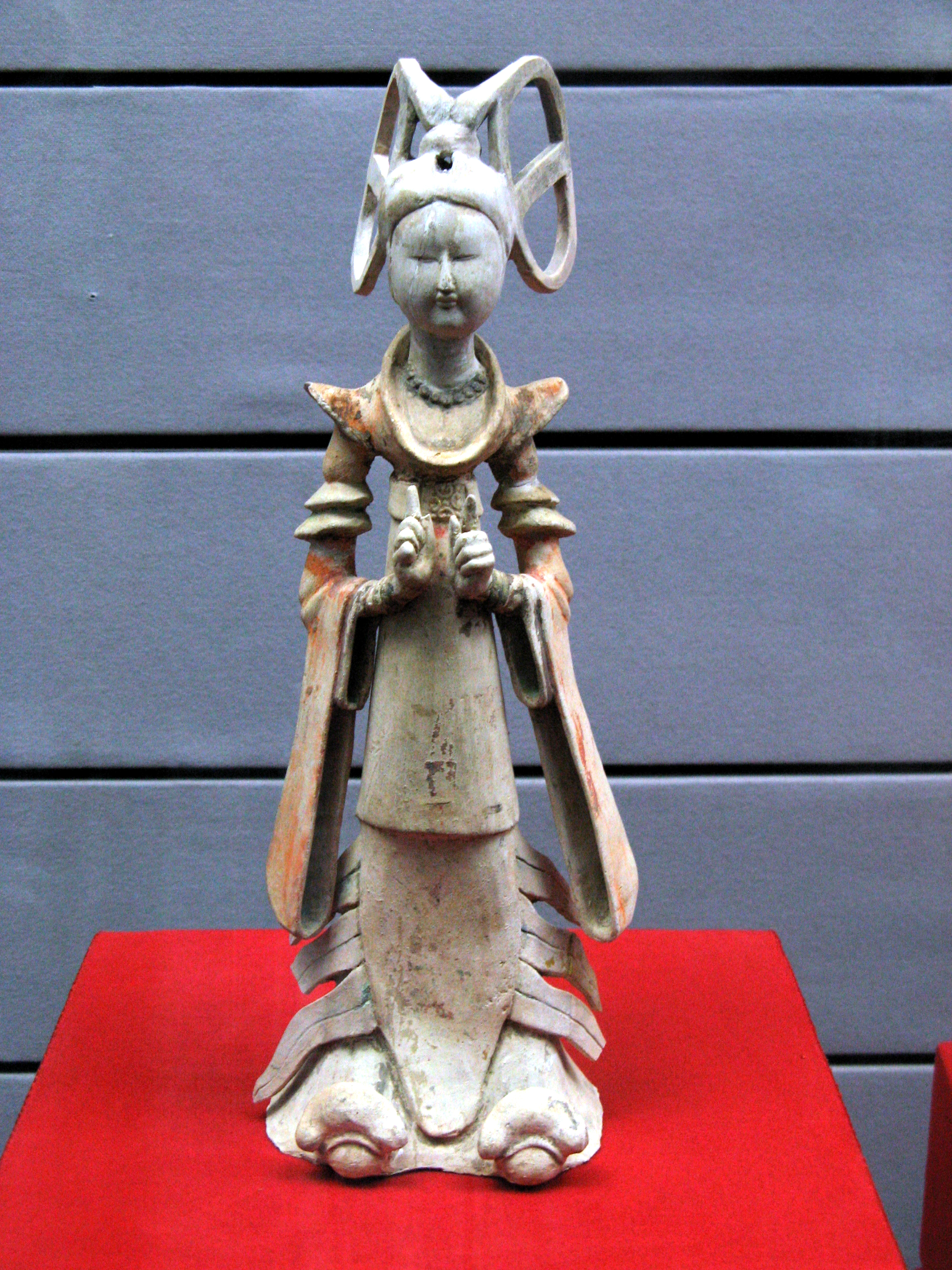
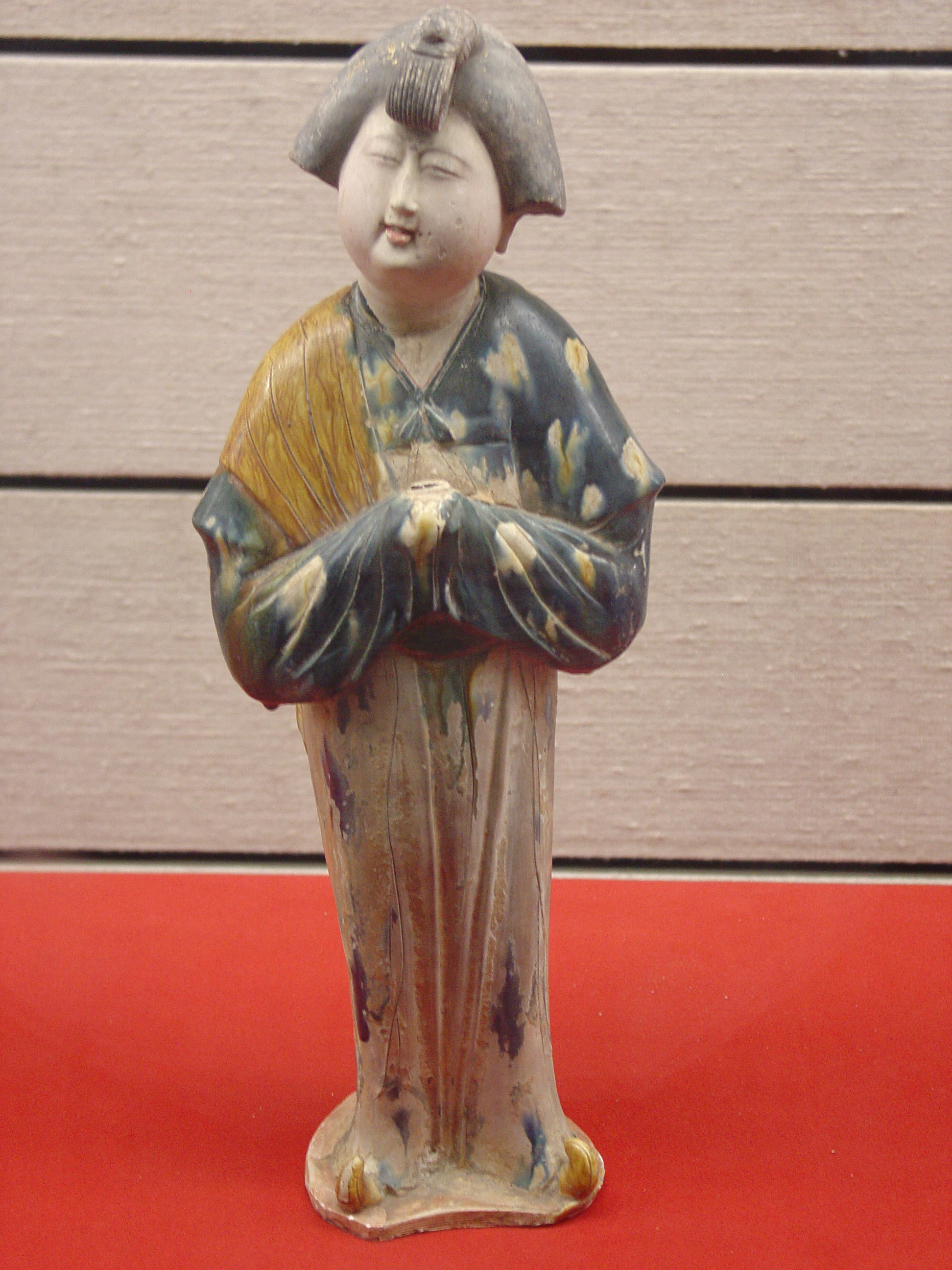
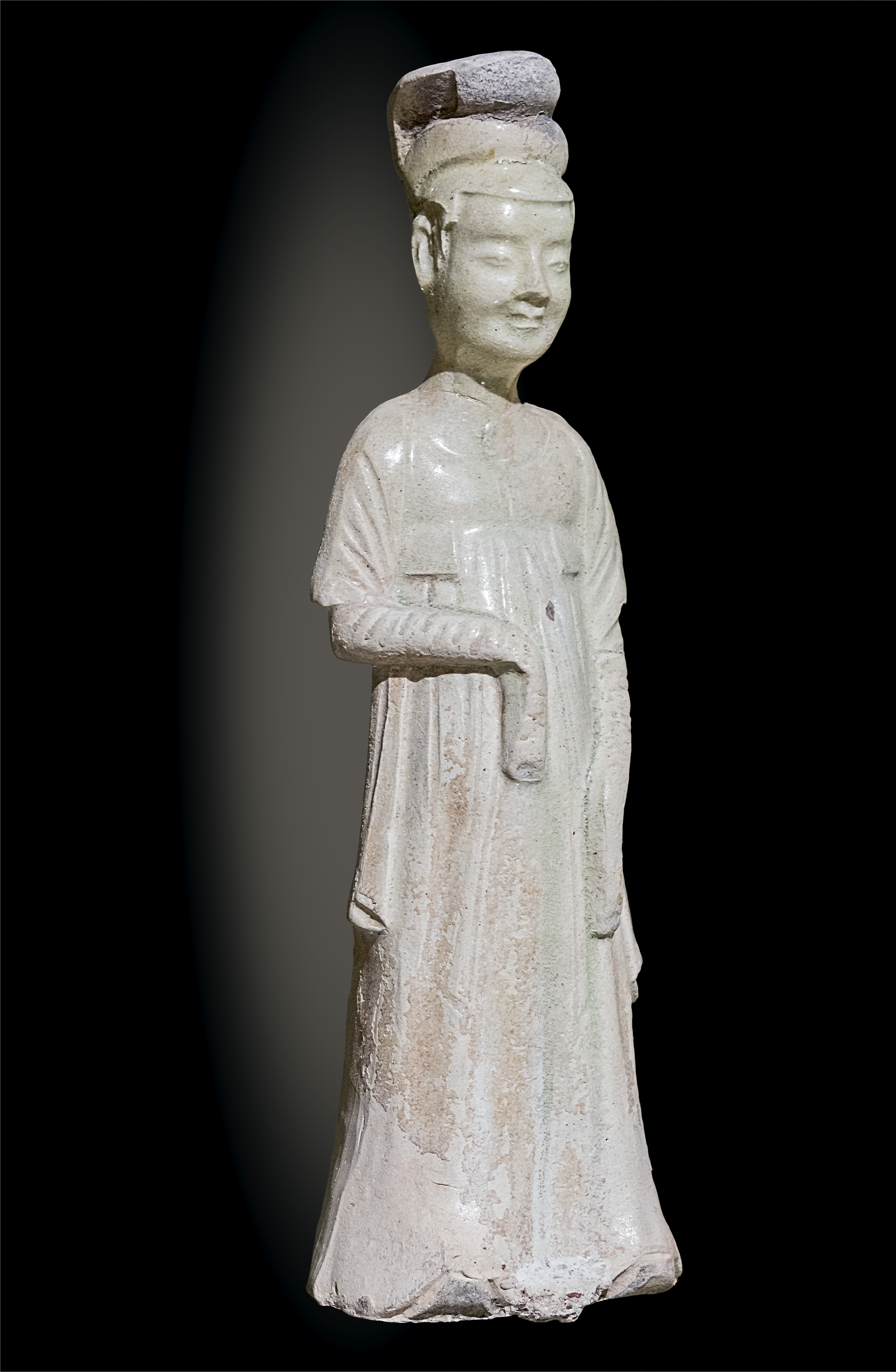
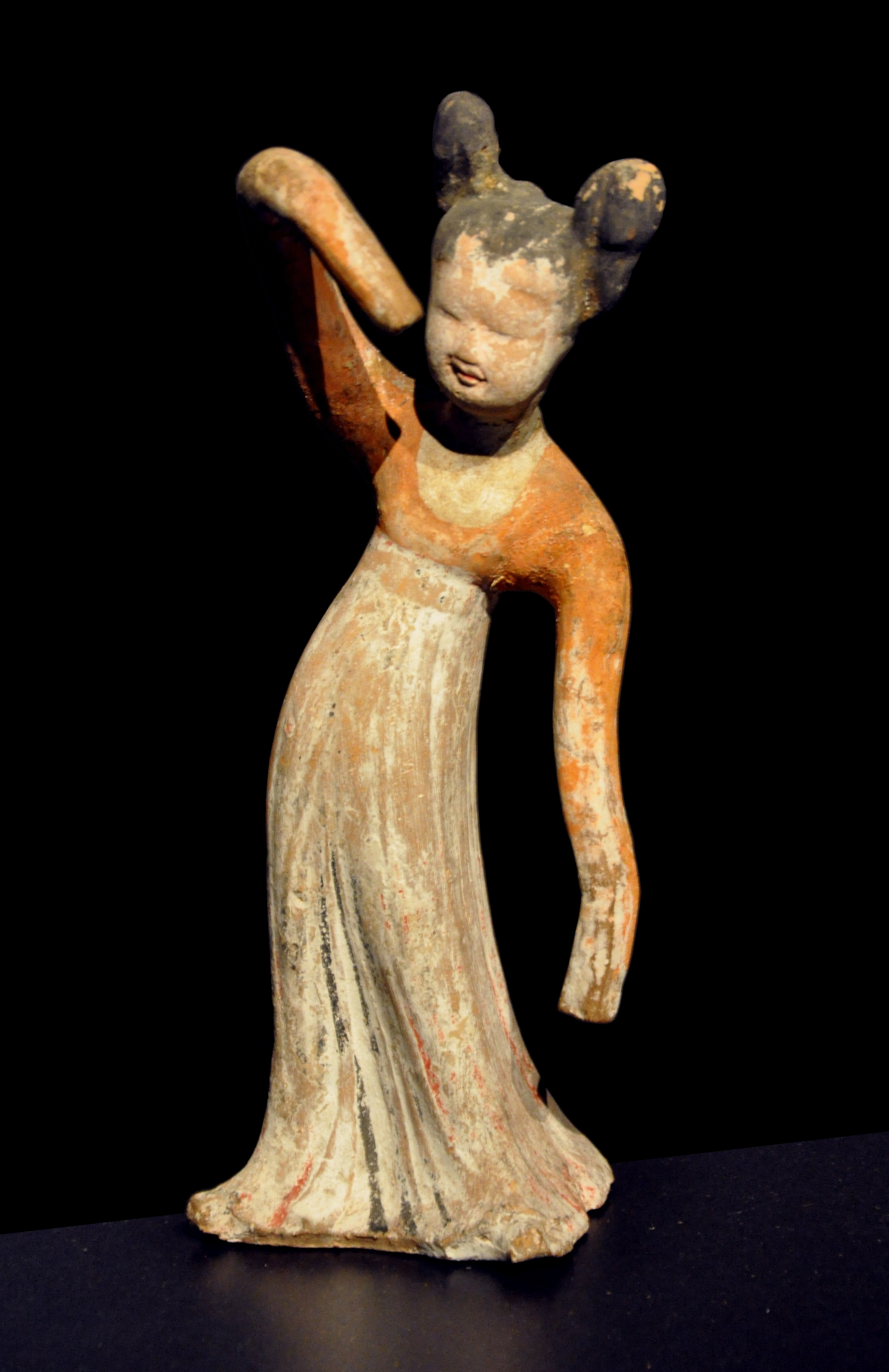
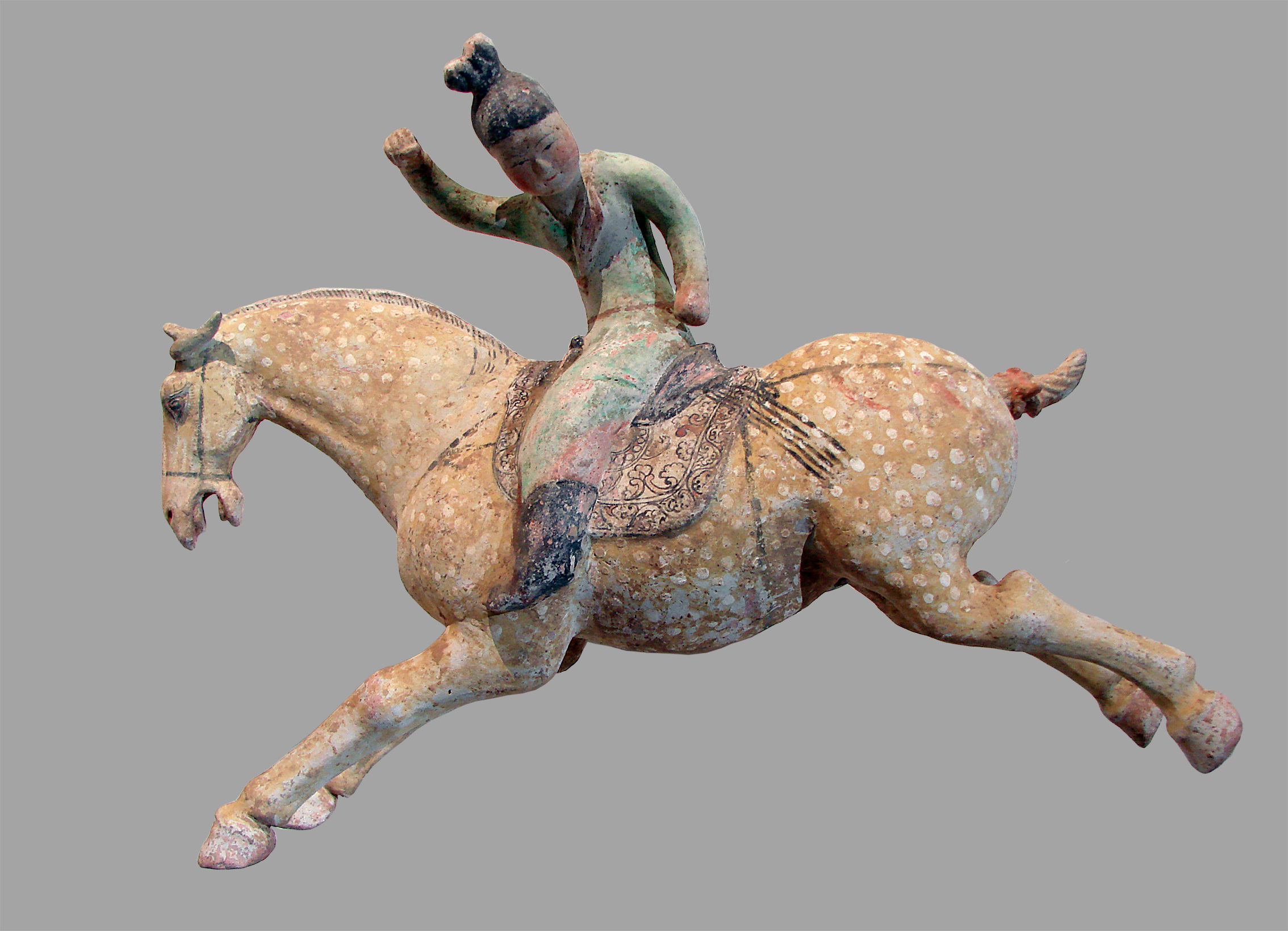
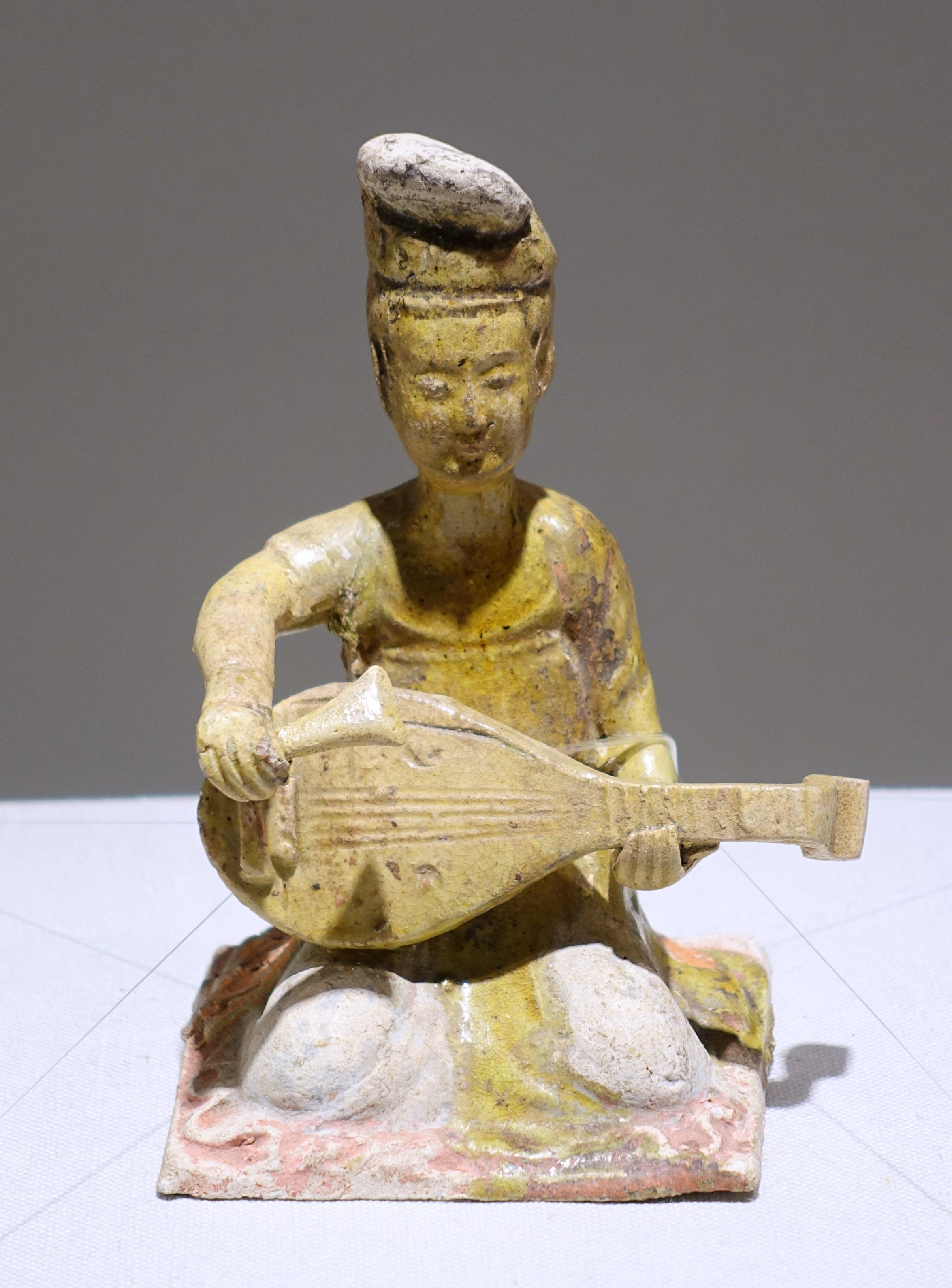
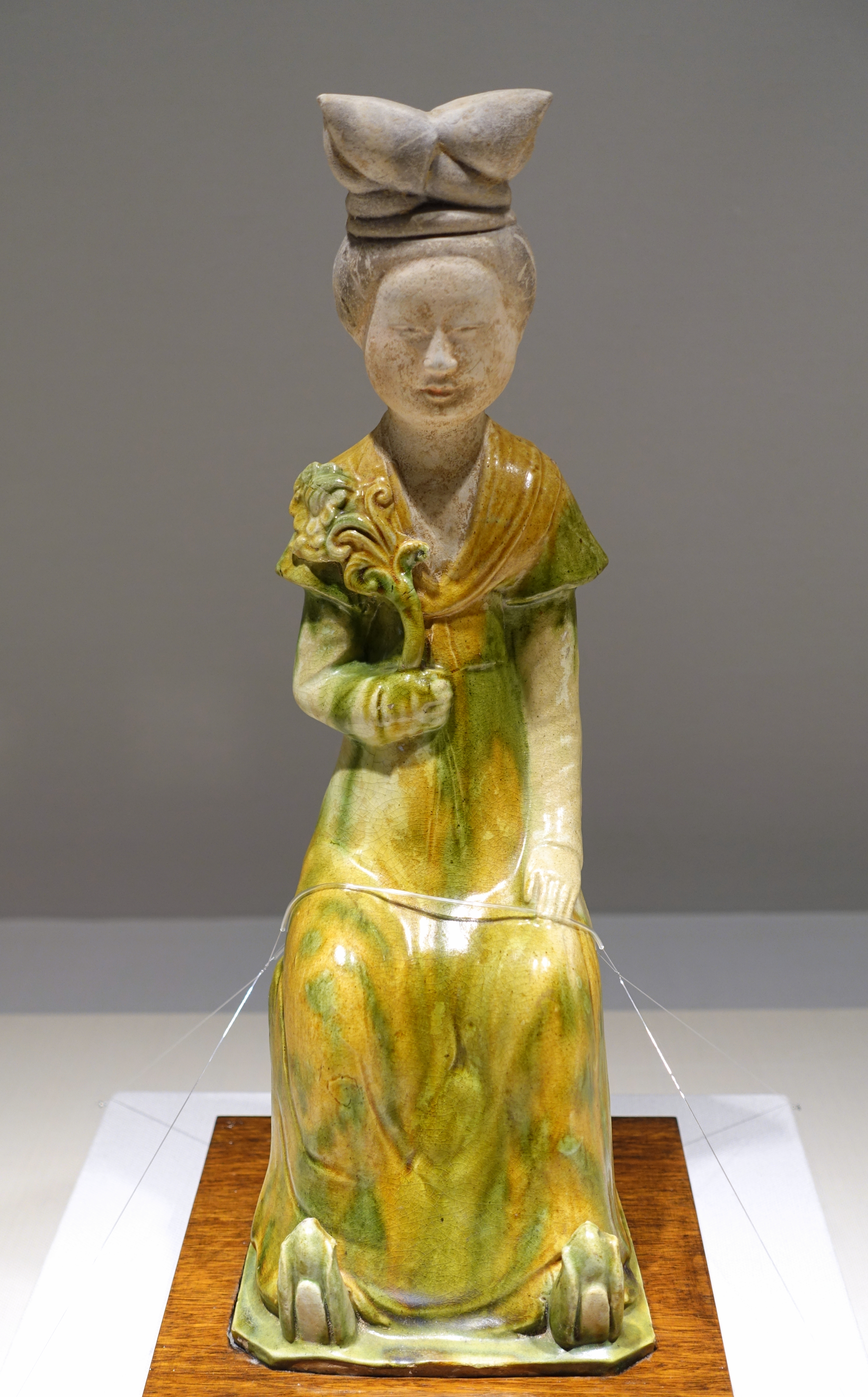
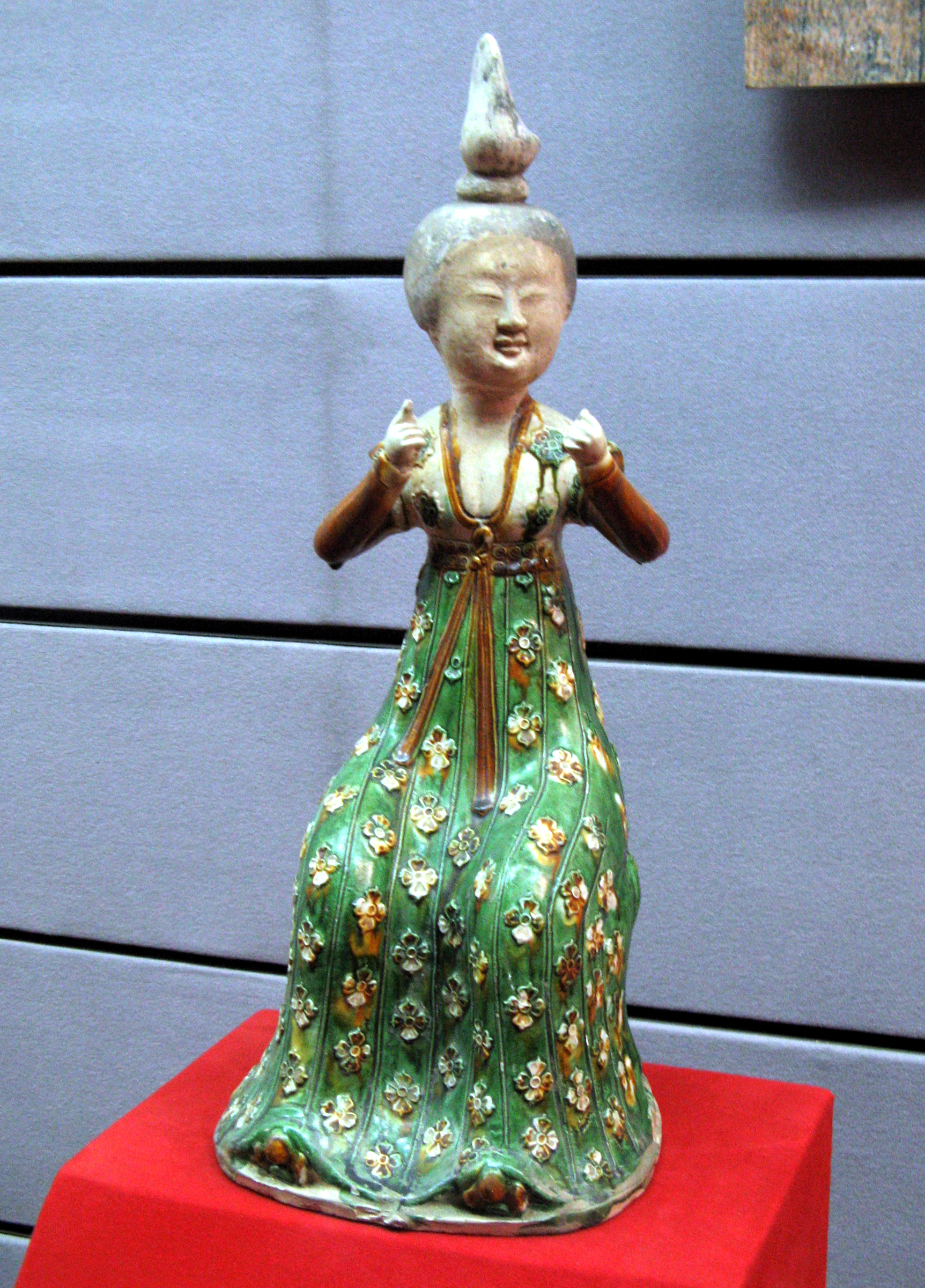